# Polymastiidae
Polymastiidae (Gray, 1867) è una famiglia di Demospongiae.

## Generi
- Acanthopolymastia (Kelly-Borges & Bergquist, 1997)
- Atergia (Stephens, 1915)
- Polymastia (Bowerbank, 1864)
- Proteleia (Dendy & Ridley, 1886)
- Pseudotrachya (Hallmann, 1914)
- Quasillina (Norman, 1869)
- Radiella (Schmidt, 1870)
- Ridleia (Dendy, 1888)
- Sphaerotylus (Topsent, 1898)
- Spinularia (Gray, 1867)
- Tentorium (Vosmaer, 1887)
- Trachyteleia (Topsent, 1928)
- Tylexocladus (Topsent, 1898)
- Weberella (Vosmaer, 1885)